# گلیکوزیلاز
گلیکوزیلازها (EC 3.2) آنزیم‌هایی هستند که ترکیبات گلیکوزیل را هیدرولیز می‌کنند. این آنزیم‌ها نوعی هیدرولاز هستند (EC 3) که خود به دو گروه تقسیم می‌شوند: گلیکوزید هیدرولازها، آنزیم‌هایی که ترکیبات  O- و  S-گلیکوزیل (EC 3.2.1) را هیدرولیز می‌کنند و آنزیم‌هایی که ترکیبات N-گلیکوزیل (EC 3.2.2) را هیدرولیز می‌کنند.